# Lorem ipsum
 Der er for få eller ingen kildehenvisninger i denne artikel, hvilket er et problem. Du kan hjælpe ved at angive troværdige kilder til de påstande, som fremføres i artiklen.

Lorem ipsum, også kendt som mumletekst, er en fyldtekst, som har været brugt i bogtrykkerkunsten siden 1500-tallet.
Teksten bruges som fyldtekst, for at ordene ikke skal forstyrre det grafiske udtryk under selve layout-processen. 
Fyldteksten kan genereres automatisk i flere moderne dtp-programmer som fx Adobe InDesign og Adobe Pagemaker.
Apples produkter som fx Keynote, Pages, iWeb osv. benytter også automatisk teksten "Lorem Ipsum Dolor Sit Amet" som fyldtekst.

## Oprindelse
Selv om teksten er en vrøvletekst, har det vist sig, at den faktisk har rod i en gammel latinsk tekst. Richard McClintock, der var professor i latin ved Hampden-Sydney College i Virginia har opdaget, at ordene kan relateres til en tekst skrevet af Cicero i år 45 f.Kr., nemlig teksten de Finibus Bonorum et Malorum (Det gode og ondes ekstremer), der handler om etik. Den indledende vrøvletekst "Lorem ipsum dolor sit amet...", findes således i de første linjer af værkets afsnit 1.10.32, hvor den lyder: Neque porro quisquam est qui dolorem ipsum quia dolor sit amet, consectetur, adipisci velit. ("Ej heller findes der nogen, som holder af smerten, søger efter den eller vil have den, bare fordi den er smerte.") 
- Lorem ipsum-teksten ser sådan ud, som den bruges i dag:

Lorem ipsum dolor sit amet, consectetuer adipiscing elit, sed diam nonummy nibh euismod tincidunt ut laoreet dolore magna aliquam erat volutpat. Ut wisi enim ad minim veniam, quis nostrud exerci tation ullamcorper suscipit lobortis nisl ut aliquip ex ea commodo consequat. Duis autem vel eum iriure dolor in hendrerit in vulputate velit esse molestie consequat, vel illum dolore eu feugiat nulla facilisis at vero eros et accumsan et iusto odio dignissim qui blandit praesent luptatum zzril delenit augue duis dolore te feugait nulla facilisi. Nam liber tempor cum soluta nobis eleifend option congue nihil imperdiet doming id quod mazim placerat facer possim assum. Typi non habent claritatem insitam; est usus legentis in iis qui facit eorum claritatem. Investigationes demonstraverunt lectores legere me lius quod ii legunt saepius. Claritas est etiam processus dynamicus, qui sequitur mutationem consuetudium lectorum. Mirum est notare quam littera gothica, quam nunc putamus parum claram, anteposuerit litterarum formas humanitatis per seacula quarta decima et quinta decima. Eodem modo typi, qui nunc nobis videntur parum clari, fiant sollemnes in futurum.
- Standard Lorem ipsum-teksten brugt siden år 1500:

Lorem ipsum dolor sit amet, consectetur adipisicing elit, sed do eiusmod tempor incididunt ut labore et dolore magna aliqua. Ut enim ad minim veniam, quis nostrud exercitation ullamco laboris nisi ut aliquip ex ea commodo consequat. Duis aute irure dolor in reprehenderit in voluptate velit esse cillum dolore eu fugiat nulla pariatur. Excepteur sint occaecat cupidatat non proident, sunt in culpa qui officia deserunt mollit anim id est laborum.

## Engelsk oversættelse
Ciceros originale tekst: "…neque porro quisquam est, qui dolorem ipsum quia dolor sit amet, consectetur, adipisci velit, sed quia non numquam eius modi tempora incidunt ut labore et dolore magnam aliquam quaerat voluptatem. Ut enim ad minima veniam, quis nostrum exercitationem ullam corporis suscipit laboriosam, nisi ut aliquid ex ea commodi consequatur? Quis autem vel eum iure reprehenderit qui in ea voluptate velit esse quam nihil molestiae consequatur, vel illum qui dolorem eum fugiat quo voluptas nulla pariatur?" 
H. Rackhams 1914-oversættelse: "Nor again is there anyone who loves or pursues or desires to obtain pain of itself, because it is pain, but because occasionally circumstances occur in which toil and pain can procure him some great pleasure. To take a trivial example, which of us ever undertakes laborious physical exercise, except to obtain some advantage from it? But who has any right to find fault with a man who chooses to enjoy a pleasure that has no annoying consequences, or one who avoids a pain that produces no resultant pleasure?"
Bemærk at Lorem ipsum-teksten i sig selv stadig er en vrøvletekst uden mening, da den er stærkt forvansket i forhold til Ciceros oprindelige tekst og ikke blot er et uddrag derfra.